# Los Martínez, Valle de Santiago
Los Martínez är en ort i Mexiko.   Den ligger i kommunen Valle de Santiago och delstaten Guanajuato, i den centrala delen av landet, 250 km väster om huvudstaden Mexico City. Los Martínez ligger 1 822 meter över havet och antalet invånare är 771.
Terrängen runt Los Martínez är kuperad söderut, men norrut är den platt. Terrängen runt Los Martínez sluttar norrut. Runt Los Martínez är det ganska tätbefolkat, med 108 invånare per kvadratkilometer. Närmaste större samhälle är Huanimaro, 13,4 km nordväst om Los Martínez. I omgivningarna runt Los Martínez växer huvudsakligen savannskog.